# McDonald’s в Новой Зеландии
«McDonald's» в Новой Зеландии — дочерняя компания международной сети ресторанов быстрого питания в Новой Зеландии, основанная в 1976 году. По состоянию на 2018 год выручка компании составила более 250 миллионов долларов. Штаб-квартира расположена в пригороде Окленда Гринлейне (англ. Greenlane).
По состоянию на конец 2022 года на территории страны насчитывалось 167 ресторанов, обслуживающих около миллиона человек в неделю. Как и все филиалы компании по всему миру, компания специализируется на продаже гамбургеров, чизбургеров, картофеля фри, продуктов для завтрака, безалкогольных напитков, молочных коктейлей и десертов. В последующем компания расширила свое меню, включив в него салаты, рыбу, роллы, смузи и фрукты. Компания также управляет сетями Georgie Pie и McCafé во многих своих магазинах; благодаря последнему McDonald’s является крупнейшим брендом кофеен в стране.

## История

### Открытие ресторанов
Первый ресторан McDonald’s в Новой Зеландии официально открылся в понедельник 7 июня 1976 года в центре города Порируа, однако он начал работу только в следующую субботу, в тот же день были представлены гамбургер, чизбургер, Биг Мак, Филе-о-Фиш и ряд других популярных позиций.
При открытии ресторана возникли проблемы из-за строгих законов об импорте того времени, которые ограничивали импорт зарубежных продуктов, которые могли быть произведены в Новой Зеландии. Кухня для ресторана была импортирована при условии, что местные компании смогут ее воспроизвести, и её должны были отправить обратно через 12 месяцев. Однако кухня была зацементирована в пол, и удаление ее частей при сохранении работы ресторана было невозможно. Новозеландский филиал в конечном итоге договорился с корпорацией об импорте большего количества кухонь в обмен на покупку большого количества сыра.